# 施特勞斯山
71°39′S 73°12′W / 71.650°S 73.200°W
施特勞斯山（英語：Mount Strauss）是南極洲的山峰，位於亞歷山大一世島西南部，海拔高度815米，以德國的作曲家約翰·施特勞斯命名，現時由南極條約體系管理。